# Monaster Ikony Matki Bożej „Znak” w Moskwie
Monaster Ikony Matki Bożej „Znak” – nieczynny męski klasztor prawosławny w Moskwie. Jako świątynia parafialna, w dekanacie Iwerskiej Ikony Matki Bożej eparchii moskiewskiej, funkcjonuje jego dawna główna cerkiew pod tym samym wezwaniem. Znajduje się przy ulicy Warwarka na Zariadju, wśród zabudowy na wschód od Kremla moskiewskiego. 

## Historia

### Domowa cerkiew Romanowów
Przy wzniesionej w XVI w. rezydencji Nikity Romanowicza Zacharyna przy Warwarce – w handlowej, ale nieodległej od Kremla i bardzo prestiżowej części Moskwy – wzniesiono domową cerkiew Ikony Matki Bożej „Znak” z bocznym ołtarzem św. Nikity. Patronkę cerkwi, ikonę objawioną w Nowogrodzie Wielkim, wybrano z uwagi na związki Nikity Romanowicza z tym miastem (był w nim namiestnikiem), zaś patron bocznego ołtarza był zarazem patronem fundatora. 
Po tym, gdy syn Nikity Fiodor Romanow i jego rodzina popadli w carską niełaskę i z rozkazu Borysa Godunowa zostali w 1600 r. zesłani do monasterów, ich pałac na Warwarce został skonfiskowany lub według innej wersji zniszczony i porzucony. W 1606 r. żona Fiodora, Ksenia (pod imieniem mniszym Marta), otrzymała możliwość powrotu do Moskwy i zamieszkała w pałacu na Warwarce razem z synem Michałem. Wówczas cerkiew ponownie zaczęła być użytkowana. 

### Monaster
Gdy Michał Romanow został carem Rosji, opuścił dawną rodzinną rezydencję. W budynku w 1631 r. powstał monaster. Jego fundacja miała upamiętnić narodziny następcy tronu, carewicza Aleksego, dwa lata wcześniej. Ponadto Fiodor Romanow (wówczas już patriarcha moskiewski i całej Rusi pod imieniem mniszym Filaret) nie chciał, by budowla przeszła w ręce dalszych krewnych. W cerkwi monasterskiej wystawiono dla kultu rodową ikonę Ikony Matki Bożej „Znak” w koszulce zdobionej złotem, srebrem, drogimi kamieniami i bursztynem.  
W 1668 r. monaster został niemal całkowicie zniszczony przez pożar. Odbudową zajęła się rodzina małżonki cara Aleksego – Miłosławscy. W 1679 r. z inicjatywy Iwana Michajłowicza Miłosławskiego w kompleksie klasztornym zbudowano nową cerkiew monasterską, największą w Kitaj-gorodzie i na Zariadju, wzorowaną na soborze Zaśnięcia Matki Bożej na Kremlu. Budowlę wznosili kostromscy mistrzowie Grigorij Anisimow i Fiodor Grigorjew. Po ukończeniu odbudowy w 1684 r. cerkiew wyświęcił patriarcha moskiewski i całej Rusi Joachim. Patriarcha regularnie przybywał do monasteru w święto patronalne, wtedy też w nabożeństwach brał udział car z dworem. Spalony pałac Romanowów zastąpiono całkowicie nową budowlą z gankiem, w której rozmieszczono cele ihumena, kancelarię i pomieszczenia, w których przechowywano dary przekazane wspólnocie przez patriarchę Filareta, jego syna cara Michała i jego byłą żonę mniszkę Martę.
Już w I połowie XVIII w. sytuacja monasteru poważnie się pogorszyła. Budynki klasztorne popadały w ruinę z powodu charakteru gruntu, na którym je wzniesiono. Prawdopodobnie Piotr I polecił zakończył finansowanie wspólnoty z kasy państwowej, a po przeniesieniu stolicy państwa do Petersburga znaczenie monasteru ostatecznie spadło. W 1730 r. budynki monasterskie były już niemal całkowicie zniszczone, w 1737 r. pożar miasta zniszczył główny sobór klasztorny. 
W 1762 r., po sekularyzacji majątków cerkiewnych i przejściu wspólnot mniszych na finansowanie państwowe, podupadły monaster został zaliczony do klasztorów III klasy. W latach 80. XVIII w. w odnowionym soborze wykonano dekorację malarską, wzniesiono także nową dzwonnicę, która była zarazem efektowną bramą wjazdową. Krótki okres dobrobytu we wspólnocie przerwał najazd Napoleona na Rosję w 1812 r. Mnisi wywieźli najcenniejsze ikony z monasteru do Wołogdy; budynek został zajęty przez francuskich żołnierzy i rozgrabiony. Nabożeństwa sprawowano jednak nadal w dolnej cerkwi św. Sergiusza z Radoneża. Po zakończeniu wojny Świątobliwy Synod Rządzący przeznaczył na odbudowę monasteru, jako historycznie związanego z Romanowymi, 15 tys. rubli, ponadto na ten cel wpłynęły dary wiernych. 
W 1856 r. car Aleksander II postanowił wykupić pałac Romanowów od monasteru, zrekonstruować dawny wygląd rodowej rezydencji i urządzić w niej muzeum. Cerkiew monasterska była remontowana w 1913 r., przed uroczystościami trzystu lat panowania dynastii w Rosji. Świątynię pomalowano na niebiesko i urządzono w niej boczny ołtarz św. Michała Maleina. 

### Po 1917 r.
Po rewolucji październikowej monaster został zlikwidowany, a jego cerkiew zamknięta i zaadaptowana na budynek mieszkalny. Jej pięć kopuł rozebrano. W latach 1963–1972 przeprowadzono remont dawnej świątyni, przywracając jej wygląd z 1684 r. Urządzono w niej dom propagandy towarzystwa ochrony zabytków z salami wykładowymi i koncertowymi. Następnie budowlę znowu zamknięto z uwagi na powstanie pęknięć w ścianach; kolejny remont trwał do końca lat 80. XX wieku. 
W 1992 r. cerkiew została ponownie przekazana na cele sakralne. Razem z położonymi w bliskim sąsiedztwie świątyniami – cerkwiami św. Jerzego, św. Maksyma Błogosławionego, św. Barbary, Narodzenia św. Jana Chrzciciela i Poczęcia św. Anny – wchodzi w skład patriarszego metochionu (kompleksu świątynnego o szczególnym znaczeniu, ale bez prawa stauropigii) na Zariadju.

## Architektura
Cerkiew Ikony Matki Bożej „Znak” z zewnątrz wzorowana jest na starszych ruskich świątyniach prawosławnych, jednak wnętrze skonstruowano inaczej: pięciokopułowa świątynia wspiera się wyłącznie na masywnych ścianach, nie posiada filarów. Dlatego centralna kopuła świątyni została wzniesiona z drewna, by nacisk na ściany był mniejszy. Składa się z dwóch poziomów: na górnym znajduje się główna świątynia, w której odprawiano nabożeństwa w miesiącach wiosennych i letnich, natomiast na dolnym – zimowa cerkiew św. Atanazego z Athosu z obszernym przedsionkiem i bocznym ołtarzem św. Mikołaja (następnie jej patronem uczyniono św. Sergiusza z Radoneża). Od zachodu i północy cerkiew otaczały galerie, dzwonnicę natomiast wzniesiono jako konstrukcję wolno stojącą.